# هيلاري بويد
هيلاري بويد (بالإنجليزية: Hilary Boyd)‏ (4 أكتوبر 1949 في المملكة المتحدة)؛ روائية بريطانية.